# 惠若琪
惠若琪（1991年3月4日—），辽宁大連人，前中國女子排球運動員，身高1.91（6英尺3英寸），司職主攻手，披12號球衣。在2013年-2016年擔任中國女排隊長，曾效力江蘇女排。2018年2月正式退役。

## 運動員生涯

### 初識排球
1999年，8歲的惠若琪隨同家人從大連移居南京。先入讀赤壁路小學，後轉學瑯琊路小學。期間因身材高大而被選進南京市第二十九中學的排球培訓班，繼而被中山東路業餘體校的排球教練朱蕾看中，開始讓她接受正規訓練。
此後，惠若琪升上排球傳統強校南京市第二十九中學，繼續排球的專業訓練。期間曾參加省市中學生運動會和世界中學生運動會的排球比賽。

### 一年內先後入選省隊及國家隊
2006年，惠若琪15歲，代表南京市參加江蘇省第十六屆運動會，並獲得室內排球和沙灘排球兩個項目的冠軍。同年她入選江蘇隊一隊，後憑藉其06-07聯賽中的出色表現，江蘇女排獲得季軍的佳績。2007年，當時只有16歲的她就被陳忠和相中，首度入選2007年的中國女排集訓大名單，沒到1年時間完成三級跳。

### 逐成主力
2009年瑞士女排精英赛是惠若琪首次以國家隊隊員身份出國比賽，並獲得最佳一傳，並在各項技術統計中名列前茅，逐漸成為國家隊主力。此後在2009年意大利女排精英賽及世界女排大獎賽等大賽上擔當奇兵角色，發揮極佳表現，亦是中國女排最年輕的主力。
2010年惠若琪遭遇運動員生涯中第一次重大傷病，在2010年世界女排大獎賽澳門站對戰荷蘭的比賽中，惠若琪為了救球摔倒致左肩脫臼，自己強行接駁後堅持比賽，造成二次脫臼，現時左肩留有七根鋼釘作為支撐。因傷缺席了2010-2011賽季中國女子排球聯賽和廣州亞運會，還缺席了2010年世界女子排球錦標賽，該年世錦賽跌到歷史最低的第10名。
2011年惠若琪傷癒復出，再度成為中國女排的支柱，更在2011年俄羅斯葉利欽總統杯榮獲最有價值的球員（MVP）。
然而兩年間中國女排遭遇重大起伏，於2012年倫敦奧運會負於日本，同年亞洲排球錦標賽決賽負於泰國，但惠若琪仍計在各項技術統計中獲得佳績。

### 成為隊長
2013年郎平執教中國女排，惠若琪擔任新一屆中國女排隊長。並率領女排出征2014年世界女子排球錦標賽、2015年亞洲女子排球錦標賽等，分別獲得銀牌和金牌。然而正值中國女排的上升期時，惠若琪遭遇運動員生涯中第二次重大傷病。2015年出征世界盃前夕，惠若琪發現身體不適，最終確診為室性心動過速(陣發性心動過速)。為了運動員生涯，惠若琪決定進行第一次手術，在理應完全清醒的手術中曾一度昏迷，終用電擊救回，因而缺席了2015年世界盃女子排球賽。2016年3月，惠若琪心臟再次不適，進行了第二次手術。
手術後休養僅一個月多，惠若琪回歸國家隊，帶領隊員出征2016年瑞士女排精英賽，這是惠若琪兩次手術後第一次的比賽，最終帶領中國女排奪冠，個人更奪得最佳主攻及最有價值球員（MVP）。同年2016年奧運會帶領中國女排出戰，面臨小組賽的失利，最終在決賽圈先後戰勝巴西、荷蘭和塞爾維亞，奪得奧運金牌，此次為2004年奧運會後中國女排再次在奧運會上奪冠。
2017年以隊長身份，帶領江蘇女排斬獲2016 - 2017年賽季中國女子排球聯賽冠軍，這是惠若琪第十年的女排聯賽，亦是江蘇女排歷史性首次的聯賽冠軍。同年中華人民共和國第十三屆運動會，再度以江蘇女排隊長身份斬獲冠軍，這是惠若琪三度出戰全運會，再度帶領江蘇女排開創歷史，首度奪冠。

### 正式退役
自全運會後，惠若琪始淡出賽场，未有參加2017-2018賽季中國女子排球聯賽，但仍有出席大大小小的體育活動，致力宣傳排球運動。2018年2月3日，在2017-2018賽季中國女子排球聯賽江蘇女排於八強最後一輪比賽後，在教練、隊友和廣大球迷的見証和祝福下舉辦退役儀式，同場江蘇女排隊友陳展和姜倩雯也宣佈退役，意外的是江蘇女排在失去主動出線的劣勢下打入四強，成為她退役的最大驚喜。18年运动生涯雖告別，但惠若琪將繼續為排球和體育等貢獻自己的力量

## 個人生活
惠若琪生在一个富裕的家庭，他的父親惠飞为通讯业上市公司的高层，同时身兼南京马术协会、高尔夫协会以及排球协会的会长等职务，她因而被傳媒稱為「富二代」。家中另有比她年小十年的妹妹惠若璇。
惠若琪初中時就讀南京市第二十九中學，於南京师范大学完成体育科学学院本科生後成為体育科学学院2014级研究生，2017年獲得修讀博士的資格，於南京师范大学体育科学学院修讀体育人文社會學博士。另一名中国女排队员张常宁是她的师妹，体育科学学院2015级本科生。
惠若琪也是中国共产党党员。在2016年举行的第十三次中国共产党江苏省代表大会上，惠若琪被选为党代表，成为该届党代会中年龄最小的代表以及唯一的“90后”代表。
惠若琪作為排球運動員，出席了大大小小的公開活動，致力推動全民排球。此外亦熱心公益，並於2017年出資50萬成立了「惠若琪女排發展基金會」，基金主要用於中國女排和江蘇女排因傷病造成就醫困難、生活困難的老運動員和老教練員等公益項目。
2017年世界女排大獎賽總決賽於南京舉行，惠若琪擔任推廣及宣傳大使，並為比賽設計吉祥物Viva(意思為歡呼)，推行合作款包括小掛件、筆記簿、抱枕等紀念品，為惠若琪一次跨界嘗試。
2018年3月20日，惠若琪接受媒體採訪時，透露已經和男友杨臻博穩定交往中，身高為1米86.5，並表示二人感情穩定、幸福，引起熱議，大批網民送上祝福。後來各大平台流出惠若琪結婚消息和婚紗照引起關注。4月30日，惠若琪於北京昌平的一個莊園舉辦婚禮，由隊友陳展、袁心玥、丁霞、許若亞等擔任伴娘團，正式走到人生下一個美滿階段。

## 獎項

### 個人技術獎項
| 年份   | 比賽                     | 榮譽                            |
| ------ | ------------------------ | ------------------------------- |
| 2009年 | 瑞士女排精英賽           | 最佳一傳                        |
| 2010年 | 瑞士女排精英賽           | 最佳一傳                        |
| 2011年 | 葉利欽總統杯             | 最有價值的球員（MVP）           |
| 2012年 | 女排亞洲杯               | 最佳發球                        |
| 2013年 | 世界女排大獎賽武漢站     | 最佳發球、最有價值的球員（MVP） |
| 2014年 | 中國國際女排精英賽郴州站 | 最佳扣球                        |
| 2016年 | 瑞士女排精英賽           | 最佳主攻、最有價值球員（MVP）   |

### 俱樂部歷年成績
| 年份/賽季 | 比賽                         | 所屬俱樂部             | 成績  |
| --------- | ---------------------------- | ---------------------- | ----- |
| 2006-2007 | 中国女子排球联赛             | 江蘇儀征化纖女排       | 第3名 |
| 2007-2008 | 中国女子排球联赛             | 江蘇華東有色女排       | 第6名 |
| 2008-2009 | 中国女子排球联赛             | 江蘇華東有色女排       | 第3名 |
| 2009      | 中華人民共和國第十一屆運動會 | 江蘇女排               | 第4名 |
| 2009-2010 | 中国女子排球联赛             | 江蘇華東有色女排       | 第4名 |
| 2011-2012 | 中国女子排球联赛             | 江蘇華東有色女排       | 第5名 |
| 2012-2013 | 中国女子排球联赛             | 江蘇華東有色女排       | 第8名 |
| 2013      | 中華人民共和國第十二屆運動會 | 江蘇女排               | 第4名 |
| 2013      | 世界女排俱樂部錦標賽         | 廣東恆大女子排球俱樂部 | 第3名 |
| 2013-2014 | 中国女子排球联赛             | 廣東恆大女子排球俱樂部 | 第4名 |
| 2014-2015 | 中国女子排球联赛             | 江蘇中天鋼鐵排球俱樂部 | 第3名 |
| 2015-2016 | 中国女子排球联赛             | 江蘇中天鋼鐵排球俱樂部 | 第2名 |
| 2016-2017 | 中国女子排球联赛             | 江蘇中天鋼鐵排球俱樂部 | 第1名 |
| 2017      | 中華人民共和國第十三屆運動會 | 江蘇中天鋼鐵排球俱樂部 | 第1名 |

### 國家隊
| 年份   | 比賽               | 成績   |
| ------ | ------------------ | ------ |
| 2009年 | 亞洲女子排球錦標賽 | - 銀牌 |
| 2009年 | 東亞運動會         | - 金牌 |
| 2009年 | 瑞士女排精英赛     | - 銅牌 |
| 2010年 | 瑞士女排精英赛     | - 金牌 |
| 2010年 | 俄羅斯葉利欽總統杯 | - 銀牌 |
| 2011年 | 瑞士女排精英赛     | - 銅牌 |
| 2011年 | 女排世界盃         | - 銅牌 |
| 2011年 | 亞洲女子排球錦標賽 | - 金牌 |
| 2011年 | 俄羅斯葉利欽總統杯 | - 金牌 |
| 2012年 | 女排亞洲杯         | - 銀牌 |
| 2013年 | 世界女排大獎賽     | - 銀牌 |
| 2014年 | 世界女子排球錦標賽 | - 銀牌 |
| 2015年 | 亞洲女子排球錦標賽 | - 金牌 |
| 2016年 | 瑞士女排精英赛     | - 金牌 |
| 2016年 | 夏季奧林匹克運動會 | - 金牌 |

### 其他個人榮譽
- 2017年:全國向上向善好青年
- 2017年:互聯網時代最具影響力體育人物

## 外部連結
- 惠若琪的新浪微博